# Segunda División Peruana 1972
La Segunda División Peruana 1972, la 30ª edición del torneo, fue jugada por once equipos. 
El ganador del torneo, Atlético Chalaco, ascendió al Campeonato Descentralizado 1973 mientras que Atlético Sicaya descendió a su liga de origen al haber ocupado el último lugar.
En abril de 1973 la Federación Peruana de Fútbol dispuso la eliminación de la Segunda División por lo cual todos los equipos que mantuvieron la categoría, además de Defensor Arica que descendió del Descentralizado 1972, pasaron a jugar en su respectiva liga de origen.

## Ascensos y descensos
| Posición | Ascendido al Descentralizado 1972 |
| -------- | --------------------------------- |
| 1º       | Deportivo Sima                    |

| Posición | Descendido del Descentralizado 1971 |
| -------- | ----------------------------------- |
| 14º      | Atlético Deportivo Olímpico         |
| 16º      | Porvenir Miraflores                 |

| Posición | Ascendido de Liguilla de Ascenso 1971 |
| -------- | ------------------------------------- |
| 1º       | Deportivo Bancoper                    |

| Posición | Descendido a Liga de Lima 1972 |
| -------- | ------------------------------ |
| 10º      | Estudiantes San Roberto        |

## Equipos participantes
| Club                        | Ciudad     |
| --------------------------- | ---------- |
| Atlético Chalaco            | Callao     |
| Atlético Deportivo Olímpico | Callao     |
| Atlético Sicaya             | Callao     |
| Carlos Concha               | Callao     |
| Centro Iqueño               | Lima       |
| Ciclista Lima               | Lima       |
| Deportivo Bancoper          | Lima       |
| Independiente Sacachispas   | Lima       |
| Mariscal Sucre              | Lima       |
| Porvenir Miraflores         | Miraflores |
| Racing San Isidro           | Lima       |

## Tabla de posiciones
| #  | Club                        | PJ | PG | PE | PP | PTS |
| -- | --------------------------- | -- | -- | -- | -- | --- |
| 1  | Atlético Chalaco            | 20 | 17 | 3  | 0  | 37  |
| 2  | Porvenir Miraflores         | 20 | 14 | 6  | 0  | 34  |
| 3  | Mariscal Sucre              | 20 | 10 | 5  | 5  | 25  |
| 4  | Centro Iqueño               | 20 | 9  | 4  | 7  | 22  |
| 5  | Carlos Concha               | 20 | 7  | 5  | 8  | 19  |
| 6  | Ciclista Lima               | 20 | 7  | 3  | 10 | 17  |
| 7  | Independiente Sacachispas   | 20 | 5  | 6  | 9  | 16  |
| 8  | Deportivo Bancoper          | 20 | 5  | 5  | 10 | 15  |
| 9  | Racing San Isidro           | 20 | 4  | 5  | 11 | 13  |
| 10 | Atlético Deportivo Olímpico | 20 | 3  | 5  | 12 | 11  |
| 11 | Atlético Sicaya             | 20 | 4  | 3  | 13 | 11  |

|  | Campeón y ascendido al Campeonato Descentralizado 1973 |
|  | Descendido a la Liga del Callao 1973                   |

## Desempate por el descenso
| 18 de noviembre de 1972 | Atlético Sicaya | 0-0 | Atlético Deportivo Olímpico | Estadio San Martín de Porres, Lima |  |

| 21 de noviembre de 1972 | Atlético Deportivo Olímpico | 2-0 | Atlético Sicaya | Estadio San Martín de Porres, Lima |  |
|                         | Zárate · Fernando Ubillús   |     |                 |                                    |  |